# Louis Bréhier
Louis Bréhier (ur. 5 sierpnia 1868 w Breście, zm. 13 października 1951 w Reims) – francuski historyk, bizantynolog.

## Życiorys
Był uczniem Charlesa Diehla. Uczył się i mieszkał w Reims. Profesor honorowy Uniwersytetu w Clermont. 
Na szczególną uwagę zasługuje obszerne dzieło L. Brehiera, Le monde Byzantin (L’évolution de l’humanité, (Paris 1947, 1949, 1950)). Bizantynista francuski szczegółowo przedstawił w trzech tomach polityczne dzieje Cesarstwa (Vie et mort de Byzance), jego ustrój (Les Institutions de l’Empire byzantin) i jego kulturę (La Civilisation byzantine).
Doktor honoris causa Uniwersytetu w Atenach (1937). Jego bratem był filozof Émile Bréhier (1876-1952).

## Wybrane prace
- Le monde byzantin: Vie et mort de Byzance, (1946).
- Le Schisme oriental du 11ème siècle, (1899).
- La Querelle des images, (1904).
- L'Église et l'Orient au Moyen Âge: les croisades.
- L'Art byzantin, (1924).
- L'Art en France, (1930).
- Le monde Byzantin, (1947-1950, wydanie w trzech tomach).